# COMSOL Script
COMSOL Script var ett objektorienterat programspråk skrivet i och väl integrerat med Java. Dess syntax var i det närmaste identisk med MATLAB sånär som på implementationen av klasser i Comsol Script. Dock skedde ett antal patentintrång som gjort att produkten inte får säljas längre. Gårdagens huvudsakliga användning var som skriptspråk till COMSOL Multiphysics.